# Дзандзотто, Андреа
Андреа Дзандзотто (итал. Andrea Zanzotto; 10 октября 1921, Пьеве-ди-Солиго, Тревизо — 18 октября 2011, Конельяно) — итальянский поэт, писал на итальянском языке и венецианском диалекте (венето).

## Биография
Сын художника, участника Первой мировой войны, по взглядам — антифашиста, вынужденного переехать во Францию. Поэтому Андреа фактически рос без отца, среди сестер. С детства страдал аллергией и астмой. В 1939 поступил в университет Падуи, увлекся поэзией Гёльдерлина, Бодлера, Рембо. Закончил его в 1942, диплом был посвящён творчеству Грации Деледды. Участвовал в Сопротивлении, писал тексты листовок. В 1946—1947 жил в Швейцарии и Франции.
Переводил произведения Бальзака, Батая, Лейриса.
В 1970—1980-х годах работал с Федерико Феллини (Город женщин, Казанова, И корабль плывёт).

## Признание
Стихи Дзандзотто переведены на большинство европейских языков. Он — лауреат крупнейших национальных премий (Фельтринелли, Багутта, Монтале), почетный доктор ряда университетов Европы. В 2005 году ему была присуждена премия Гёльдерлина (Бад-Хомбург).

## Произведения
- Dietro il paesaggio (1951)
- Elegia e altri versi (1954)
- Vocativo (1957)
- IX Egloghe (1962)
- Sull’Altopiano (1964)
- La Beltà (1968)
- Gli sguardi i fatti e Senhal (1969)
- Pasque (1973)
- Filò. Per il Casanova di Fellini (1976)
- Il galateo in bosco (1978)
- La storia dello zio Tonto (1980)
- Filò e altre poesie (1981)
- Fosfeni (1983)
- Mistieròi-Mistirùs (1985)
- Idioma (1986)
- Racconti e prosa (1990)
- Fantasia di avvicinamento (1991)
- Poesie (1938—1986) (1993)
- Aure e disincanti del Novecento Letterario (1994, эссе)
- Sull’Altopiano e prose varie (1995)
- Meteo (1996)
- Sovrimpressioni (2001)
- La storia del Barba Zhucon e La storia dello zio Tonto (2004)
- Colloqui con Nino (2005)
- Conglomerati (2009)
- Tutte le poesie (2011)
- Haiku for a season — Haiku per una stagione (2012).

## Публикации на русском языке
- [Стихи] // Итальянская поэзия в переводах Евгения Солоновича. М.: Радуга, 2000, с.442-451